# اشپاتسن هاوزن
اشپاتسن هاوزن (به آلمانی: Spatzenhausen) یک شهر در آلمان است که در بایرن واقع شده‌است.

## خصوصیات
اشپاتسن هاوزن ۷٫۷۴ کیلومترمربع مساحت دارد ۶۶۷ متر بالاتر از سطح دریا واقع شده‌است.